# Sant Sadurní de Rotgers
Sant Sadurní de Rotgers és una església del municipi de Borredà (Berguedà) declarada bé cultural d'interès nacional.

## Descripció
L'església de Sant Sadurní de Rotgers, antiga parròquia rural i més tard sufragània de Santa Maria de Borredà, es troba dins de la propietat del mas Torrents, al sector nord del terme municipal, en una zona boscosa i despoblada, de difícil accés. L'església es dreça a 976 m d'altitud, al llom d'una petita serra, on s'han trobat restes d'un antic hàbitat medieval.
L'església és un petit edifici d'una nau, coberta amb volta de canó lleugerament apuntada i capçada a llevant per un absis semicircular, defectuosament encaixada a la nau, i respon a dos moments constructius diferents. La nau, feta amb carreus ben tallats que formen filades regulars, és coberta amb volta apuntada i lloses de pedra. Damunt de la nau es va construir el campanar de torre de dos pisos amb obertures d'arc de mig punt al primer nivell i amb obertures geminades al segon. A l'entorn de l'església hi ha un mur de pedra seca que tanca el perímetre del que fou, fins a començaments del s. XX, el cementiri. La nau fou refeta al segle xii i acoblada a l'absis del segle xi, que és decorat exteriorment amb arcuacions i faixes llombardes i un fris de dents de serra, i interiorment amb un fris d'opus spicatum. L'acoblament entre ambdós es resol mitjançant un plec molt peculiar, dividit en alçat en dos trams: l'un cobert amb volta de canó (el més pròxim a l'absis, que correspondria a la nau primitiva), i l'altre amb volta de quart d'esfera, per tal de guanyar la coberta, molt més alta. El nou edifici, consagrat el 1167, té un senzill portal a migdia i és coronat pel campanar. Des del punt de vista tipològic, manté lligams evidents amb l'església de Sant Andreu de Llanars (Osona).

## Història

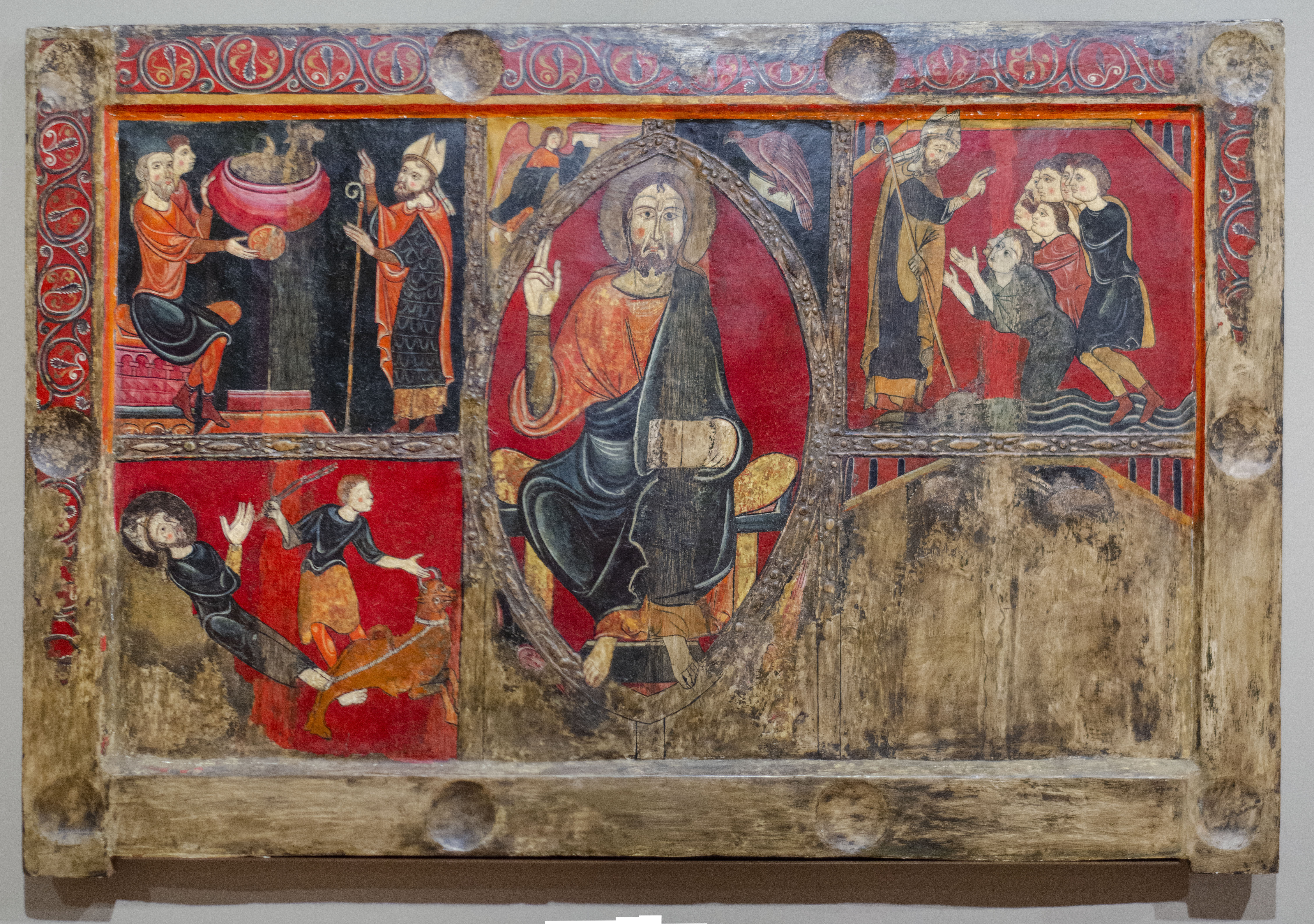
Frontal d'altar de Sant Sadurní de Rotgers.

El lloc de Rotgers és documentat ja l'any 888 com a "Palatio Rodegarii", que ja disposava d'església que era sufragània de Santa Maria de Borredà i, per tant, del monestir de Santa Maria de Ripoll. L'església apareix documentada, també com a possessió ripollenca, els anys 938 i 982. Les restes arqueològiques trobades a ponent de l'església podrien correspondre a la residència del tal Rodegari, que li donà nom.
L'església actual es va construir fins a finals del segle xi i es va consagrar el 1167. A la primera meitat del segle xiii es va reprendre la construcció de la nau i del campanar i es col·locà, a l'altar, el frontal dedicat a Sant Sadurní que ara es conserva al Museu Episcopal de Vic. La crisi dels últims segles medievals provocà l'abandó de l'església i no fou fins a finals del segle xvi que es documenten obres de consolidació.
Entre 1582 i 1606 es va substituir la coberta de tot l'edifici, es va reparar la volta de la nau i es consolidà el campanar. A mitjan segle xvii es va construir, al peu de la nau, un cor elevat de fusta, i entre 1705 i 1725 el sepulcre de la família Cirera al centre de la nau. El 1857 es va construir un altar paredat i s'enguixà l'absis; el 1910 s'enderrocà una construcció adossada a la capçalera.
L'església mantingué el caràcter de parròquia fins al segle xiv. Fins abans de la Guerra Civil (1936-39) s'hi feia missa cada diumenge però a partir de 1940 s'hi va deixar d'enterrar i només es van mantenir les misses el dia del sant patró i per la segona Pasqua.